# Дебора Шугър
Дебора Шугър (на английски: Debora Kuller Shuger) е професор по англицистика в Калифорнийския университет в Лос Анджелис. Един от представителите на Новия историцизъм в литературознанието. Изследовател на Англия от Ренесанса, на Англия от късния 16-и и от 17 век. Пише за литературата от епохата на Тюдорите и Стюартите, за религиозната, политическа и правна мисъл, като и цензурата през този период.

## Биография
Дебора Шугър е родена в Манхатън, Ню Йорк на 15 декември 1953 г. в семейството на търговец на недвижими имоти и художничка. Завършва гимназия „Хорас Ман“ в Бронкс в клас само с момчета, а след това и колежа Карлтън. Омъжва се и заедно със съпруга си завършват Университета Вандербилт (бакалавър – 1975 г., магистър – 1978 г.). Докторира в Станфордския университет (1983). Преподава в Мичиганския университет и Арканзаския университет, след което се установява в Калифорнийския университет в Лос Анджелис (1989).
В колежа Дебора се омъжва за Скот Шугър, който по-късно създава колонката „Today's Papers“ в списание „Слейт“. През 2002 г. Скот умира по време на леководолазно гмуркане. Двамата имат едно дете, дъщерята Дейл, чиято докторска дисертация в Нюйоркския университет през 2007 г. изследва връзката между лудостта в Сервантесовия Дон Кихот и създаването на архивите в ранномодерна Испания. Дейл е доцент в департамента по испанистика и португалистика на Университета Тулейн. Дебора Шугър живее на семейни начала с професора по компютърни науки в Калифорнийския държавен университет в Лос Анджелис, Рус Абът.

## Творчество и идеи
Книгата на Шугър от 2001 г., „Политическите теологии в Шекспирова Англия“, се противопоставя на дългогодишното предположение, че през този период Англиканската църква е съучастник на репресивните хегемонистични правомощия на правителството. Обратното, църквата често е ключово убежище на съпротивата на хората спрямо репресиите, място, където идеите за социална справедливост могат да бъдат поддържани. „Политическите теологии в Шекспирова Англия“ си служи с Шекспировата „Мяра според мяра“, за да покаже, че законите на църквата и на държавата са си взаимодействали по начини, които съвременните изследователи пропускат да забележат (в изкривено разбиране както на пиесата, така и на историята), поради анахронично налагане на нашите собствени категории, разделящи морала от административните въпроси.
Книгата ѝ „Цензура и културна чувствителност“ (2006) оспорва предположението, че ранномодерната цензура е инструмент, използван от държавната власт, за да наказва инакомислещите. Шугър се опитва да докаже, че това е грешка, плод на анахронизъм, и че цензурата по това време обикновено има много повече общо с предотвратяването на клевети, отколкото с потискането на гражданските права, повече общо с идеята за учтивостта, отколкото с контрола над ума на масите.

## Признание и отличия
Шугър е сътрудник на Лигурийския център за изследвания на изкуството и хуманитаристика, на Националния център по хуманитаристика и на Wissenschaftskolleg в Берлин, както и стипендиант на фондация Гугенхайм. Член е на Американската академия на изкуствата и науките.

### Авторски книги
- Sacred Rhetoric: the Christian grand style in the English Renaissance (Свещената реторика: Християнският висок стил по време на Английския ренесанс) (1988).
- Habits of Thought in the English Renaissance: Religion, Politics, and the Dominant Culture (Навици на мисленето през Английския ренесанс: Религията, политиката и доминиращата култура) (1990)
- The Renaissance Bible: Scholarship, Sacrifice, and Subjectivity (Ренесансовата Библия: Начетеност, жертвоготовност и субективност) (1994)
- Political Theologies in Shakespeare's England: the Sacred and the State in „Measure for Measure“ (Политическите теологии в Шекспирова Англия: Свещеното и държавата в „Мяра според мяра“) (2001)
- Censorship and Cultural Sensibility: the Regulation of Language in Tudor-Stuart England (Цензура и културна чувствителност: Регулацията на езика в Англия на Тюдорите и Стюартите) (2006).

### Редакторство и съставителство
- Religion and Culture in Renaissance England (Религия и култура в ренесансова Англия) (1997) (съсъставител заедно с Клеър Макийхърн)
- Religion in Early Stuart England, 1603 – 1638: An Anthology of Primary Source Архив на оригинала от 2013-01-28 в Wayback Machine. (Религията в Англия при първите Стюарти, 1603 – 1638: Христоматия с извори) (2012)